# Carl Gustaf Lönnbom
Carl Gustaf Lönnbom, född 1774, död 1834, var en svensk skådespelare och teaterdirektör. Han var direktör för det Lönnbomska teatersällskapet.  
Han var 1801 engagerad vid Johan Peter Strömbergs teater i Nyköping och 1803 i Johan Peter Lewenhagens teatersällskap.  Han hoppade av Lewenhagens sällskap under ett uppträdande i Göteborg, där han i varje fall mellan 1811 och 1816 var sysselsatt som traktör. 
Lönnbom därefter blev ledare för sitt eget turnerande teatersällskap på Carl Stenborgs teaterprivilegium. Vid denna tid fanns det endast tre kringresande teatersällskap i Sverige, som tillgodosåg teaterlivet utanför Stockholm: Fredrik Wilhelm Ståhlbergs, Josef August Lamberts och Lönnboms – förutom Carl Wildners, som dock inte räknas som ett riktigt resande sällskap eftersom det i praktiken tillhörde Djurgårdsteatern och bara turnerade i landsbygden tillfälligt.  Han var gift med den populära landsortsskådespelaren Charlotta Sofia Mosett, och parets teatersällskap var välkänt på sin tid, även om det inte ansågs vara bland de mest framstående.
Lönnbom avslutade sin scenkarriär när han 1824 fick burskap som spegelfabrikör i Stockholm.  
Några aktörer som ingick i det Lönnbomska sällskapet början av år 1824 var Berger, J. Linderoth, Wahlberg, aktriserna Maria Elisabeth Edwall, (evt. Charlotta) Wendlou och mamsell Inga Elisabeth Åberg.